# Rock'n rose
Albums de Alain Chamfort
Mariage à l'essai
(1976) Poses
(1979)
Singles
1. Joujou à la casse / Privé
Sortie : Novembre 1977

Rock'n rose est le troisième album studio d'Alain Chamfort sorti en 1977 chez CBS. Cet album marque la première collaboration entre Chamfort et Serge Gainsbourg, qui écrit tous les textes de l'album.

## Contexte
Depuis 1976 et après plusieurs années passées chez Flèche, Alain Chamfort a signé chez CBS, qui lui laisse une liberté totale dans le choix artistique. La même année, il publie son premier album chez CBS, Mariage à l'essai. Au début de 1977, il est invité par Véronique Sanson à faire les chœurs sur son album Hollywood, enregistré à Los Angeles. La découverte de la manière de travailler dans les studios américains (qualité du jeu des musiciens, sérieux avec lequel ils travaillent, énergie qu’ils dégagent et professionnalisme des arrangeurs et des ingénieurs du son) durant trois semaines pousse Chamfort à vouloir enregistrer son second album à Los Angeles avec des musiciens californiens, avec l'accord du patron de CBS.
À l'été de la même année, il part avec Michel Pelay à Los Angeles et choisit les musiciens pour participer à l'enregistrement : le pianiste et arrangeur David Foster qui contacte, entre autres, les frères Porcaro (Jeff à la batterie, Steve au piano et Mike à la basse), qui formeront plus tard le groupe Toto. Chamfort choisit également le trompettiste Steve Madaio pour les arrangements des cuivres. Les rythmiques sont enregistrés sur places, tandis que les cordes et les percussions sont enregistrées dans la foulée à Londres,. Par la suite, le chanteur et compositeur contacte Serge Gainsbourg pour écrire des textes, ce qu'il accepte après avoir écouté et apprécié les play-backs enregistrés, le poussant à écrire toutes les paroles de l'album.
Chamfort enregistre la partie vocale à Paris avec l'ingénieur du son Dominique Blanc-Francard et repart à Londres, accompagnés de Gainsbourg, Jane Birkin et Pelay, afin d'y effectuer le mixage.

## Sortie et accueil
Sorti en septembre 1977, Rock'n'rose ne connaît pas un gros succès en termes de ventes avec seulement plus de 75 000 exemplaires écoulés. Le premier, Joujou à la casse sort en single dans les bacs et en promo hors commerce et se classe durant cinq semaines dans le classement des ventes à partir du 20 novembre 1977 et atteint la 35e place,. Un second 45 tours, Disc Jockey, est pressé mais uniquement pour la promotion. Un troisième single, le titre éponyme de l'album, est pressé uniquement pour le marché néerlandais.
Le titre Baby Lou, qui figure uniquement sur l'album a été repris à deux reprises par Lio en 1982 dans une version sorti en single et par Jane Birkin sur l'album Baby Alone in Babylone en 1983 suivi d'une sortie en 45 tours.

## Chansons
Toutes les paroles sont écrites par Serge Gainsbourg.
| No | Titre             | Musique                           | Durée |
| -- | ----------------- | --------------------------------- | ----- |
| 1. | Joujou à la casse | Alain Chamfort, Jean-Noël Chaléat | 4:15  |
| 2. | Baby Lou          | Alain Chamfort, Michel Pelay      | 3:56  |
| 3. | Privé             | Alain Chamfort                    | 4:48  |
| 4. | Disc-jockey       | Alain Chamfort, Michel Pelay      | 5:22  |
| 5. | Tennisman         | Alain Chamfort, Michel Pelay      | 3:50  |
| 6. | Sparadrap         | Alain Chamfort, Jean-Noël Chaléat | 5:42  |
| 7. | Rock'n Rose       | Alain Chamfort, Jean-Noël Chaléat | 4:39  |
| 8. | Lucette et Lucie  | Alain Chamfort, Jean-Noël Chaléat | 4:38  |
| 9. | Le vide au cœur   | Alain Chamfort                    | 6:05  |